# Turneul celor Patru Trambuline 2014-2015
Turneul celor Patru Trambuline 2014-15 a avut loc în cele patru locuri tradiționale: Oberstdorf, Garmisch-Partenkirchen, Innsbruck și Bischofshofen, situate în Germania și Austria, în perioada 29 decembrie 2014 și 06 ianuarie 2015.

## Rezultate

### Oberstdorf
HS 137 Schattenbergschanze, Germania

29 decembrie 2014
| Loc | Nume            | Naționalitate | 1a(m) | 2a (m) | Puncte | Puncte Total Turneu |
| --- | --------------- | ------------- | ----- | ------ | ------ | ------------------- |
| 1   | Stefan Kraft    | Austria       | 136.5 | 129.0  | 291.9  | 291.9 (1)           |
| 2   | Michael Hayböck | Austria       | 137.5 | 132.5  | 285.0  | 285.0 (2)           |
| 3   | Peter Prevc     | Slovenia      | 139.5 | 125.5  | 283.9  | 283.9 (3)           |
| 4   | Kamil Stoch     | Polonia       | 129.0 | 131.0  | 274.9  | 274.9 (4)           |
| 5   | Andreas Kofler  | Austria       | 135.5 | 126.0  | 274.8  | 274.8 (5)           |

### Garmisch-Partenkirchen
HS 140 Große Olympiaschanze, Germania

1 ianuarie 2015
| Loc | Nume                  | Naționalitate | 1a(m) | 2a (m) | Puncte | Puncte Total Turneu |
| --- | --------------------- | ------------- | ----- | ------ | ------ | ------------------- |
| 1   | Anders Jacobsen       | Norvegia      | 135.5 | 136.5  | 286.0  | 540.7 (4)           |
| 2   | Simon Ammann          | Elveția       | 138.0 | 133.0  | 279.4  | 388.5 (25)          |
| 3   | Peter Prevc           | Slovenia      | 136.5 | 136.0  | 276.9  | 560.8 (2)           |
| 4   | Gregor Schlierenzauer | Austria       | 132.5 | 139.5  | 275.7  | 523.2 (7)           |
| 5   | Rune Velta            | Norvegia      | 134.0 | 136.5  | 272.7  | 520.8 (9)           |

### Innsbruck
HS 130 Bergiselschanze, Austria

 4 ianuarie 2015
| Loc | Nume                  | Naționalitate | 1a(m) | 2a (m) | Puncte | Puncte Total Turneu |
| --- | --------------------- | ------------- | ----- | ------ | ------ | ------------------- |
| 1   | Richard Freitag       | Germania      | 133.5 | 132.0  | 278.5  | 791.7 (5)           |
| 2   | Stefan Kraft          | Austria       | 137.0 | 127.0  | 273.5  | 835.4 (1)           |
| 3   | Simon Ammann          | Elveția       | 132.0 | 130.5  | 263.7  | 652.2 (19)          |
| 3   | Noriaki Kasai         | Japonia       | 128.5 | 132.0  | 263.7  | 797.7 (4)           |
| 5   | Gregor Schlierenzauer | Austria       | 127.0 | 129.5  | 262.4  | 785.6 (7)           |

### Bischofshofen
HS 140 Paul-Ausserleitner-Schanze, Austria

 6 ianuarie 2015
| Loc | Nume            | Naționalitate | 1a(m) | 2a (m) | Puncte | Puncte Total Turneu |
| --- | --------------- | ------------- | ----- | ------ | ------ | ------------------- |
| 1   | Michael Hayböck | Austria       | 137.5 | 136.5  | 288.4  | 1100.7 (2)          |
| 2   | Noriaki Kasai   | Japonia       | 132.5 | 137.0  | 277.1  | 1074.8 (4)          |
| 3   | Stefan Kraft    | Austria       | 133.5 | 132.0  | 271.3  | 1106.7 (1)          |
| 4   | Peter Prevc     | Slovenia      | 133.0 | 134.5  | 271.2  | 1077.2 (3)          |
| 5   | Anders Jacobsen | Norvegia      | 130.5 | 136.0  | 270.6  | 1060.1 (5)          |

### Clasament General
Clasamentul final al celor patru concursuri. Stefan Kraft a fost câștigătorul Turneului.
| Loc | Nume                  | Naționalitate | Oberstdorf (final) | Garmisch-Partenkirchen (final) | Innsbruck (final) | Bischofshofen (final) | Puncte Total Turneu |
| --- | --------------------- | ------------- | ------------------ | ------------------------------ | ----------------- | --------------------- | ------------------- |
| 1   | Stefan Kraft          | Austria       | 291.9 (1)          | 270.0 (6)                      | 273.5 (2)         | 271.3 (3)             | 1106.7              |
| 2   | Michael Hayböck       | Austria       | 285.0 (2)          | 269.8 (7)                      | 257.5 (6)         | 288.4 (1)             | 1100.7              |
| 3   | Peter Prevc           | Slovenia      | 283.9 (3)          | 276.9 (3)                      | 245.2 (11)        | 271.2 (4)             | 1077.2              |
| 4   | Noriaki Kasai         | Japonia       | 264.3 (8)          | 269.7 (8)                      | 263.7 (3)         | 277.1 (2)             | 1074.8              |
| 5   | Anders Jacobsen       | Norvegia      | 254.7 (14)         | 286.0 (1)                      | 248.8 (9)         | 270.6 (5)             | 1060.1              |
| 6   | Richard Freitag       | Germania      | 251.4 (15)         | 261.8 (9)                      | 278.5 (1)         | 265.1 (6)             | 1056.8              |
| 7   | Gregor Schlierenzauer | Austria       | 247.5 (17)         | 275.7 (4)                      | 262.4 (5)         | 264.6 (7)             | 1050.2              |
| 8   | Severin Freund        | Germania      | 255.0 (13)         | 260.2 (10)                     | 249.4 (8)         | 257.9 (8)             | 1022.5              |
| 9   | Roman Koudelka        | Cehia         | 265.3 (7)          | 257.1 (11)                     | 248.6 (10)        | 242.4 (13)            | 1013.4              |
| 10  | Kamil Stoch           | Polonia       | 274.9 (4)          | 243.8 (15)                     | 252.8 (7)         | 237.9 (15)            | 1009.4              |

## Legături externe
- de Site web oficial